# Givoletto
Givoletto is een gemeente in de Italiaanse provincie Turijn (regio Piëmont) en telt 2443 inwoners (31-12-2004). De oppervlakte bedraagt 12,8 km², de bevolkingsdichtheid is 191 inwoners per km².

## Demografie
Givoletto telt ongeveer 1001 huishoudens. Het aantal inwoners steeg in de periode 1991-2001 met 10,1% volgens cijfers uit de tienjaarlijkse volkstellingen van ISTAT.
| Jaar | Inwoneraantal |
| ---- | ------------- |
| 1991 | 1987          |
| 2001 | 2188          |

## Geografie
Givoletto grenst aan de volgende gemeenten: Varisella, La Cassa, Val della Torre, San Gillio.
1. ↑  https://demo.istat.it/?l=it.